# Aktion Oder-Neiße
Die Aktion Oder-Neiße (AKON) war eine rechtsextreme Organisation, die der DVU angegliedert war.

## Geschichte
Gegründet wurde die Aktion Oder-Neiße 1962. Die Gründer waren Gerhard Frey, Erwin Arlt und Bolko von Richthofen. Die Vereinigung war eine Vorfeldorganisation der Deutschen Volksunion und wurde nach deren Gründung 1971 als eine von sechs Aktionsgemeinschaften fortgeführt. Im Programm der Aktion Oder-Neiße wird hervorgehoben, dass die AKON eine Organisation ist, die im ganzen Bundesgebiet verbreitet sei. Ferner setzt sich die AKON „für die Rückgewinnung der deutschen Ostgebiete ein und verzichtet auf keinen Quadratmeter deutschen Bodens.“
1970 schloss sich die AKON der Aktion Widerstand an. 1972 schloss sich AKON dem von Gerhard Frey initiierten Freiheitlichen Rat an, in dem sich neben AKON, die DVU der Deutsche Block (DBI), der Jugendbund Adler (JBA), der Stahlhelm – Kampfbund für Europa, die Wiking-Jugend (WJ) und der Arbeitskreis Volkstreuer Verbände (AVV) zusammenfanden.
1978 wurde die AKON vorübergehend in Bund für Deutsche Einheit – Aktion Oder-Neiße umbenannt, 1979 erneut vorübergehend in Aktion deutsche Einheit.
Anlässlich des DVU-Bundesparteitages vom 16. Januar 1999 wurde die AKON, zusammen mit den Aktionsgemeinschaften „Aktion deutsches Radio und Fernsehen“ (ARF) und „Volksbewegung gegen antideutsche Propaganda“ (VOGA) in den „Ehrenbund Rudel“ überführt. Obwohl für die AKON in Freys Wochenzeitungen regelmäßig geworben wird, entfalteten sie, wie die anderen Aktionsgemeinschaften auch, keine nennenswerten eigenen Aktivitäten.
Erwin Arlt war bis 1977 Bundesvorsitzender der AKON. Ihm folgte 1978 Karl-Friedrich Große und ab Oktober 1979 Bernhard Steidle.